# Robin Swicord
Robin Stender Swicord (Columbia, 23 de octubre de 1952) es una guionista y directora de cine estadounidense, reconocida por sus adaptaciones literarias. En 2009, el guion de El curioso caso de Benjamin Button, acreditado a Swicord (historia) y Eric Roth (historia y guion) y basado en el cuento de F. Scott Fitzgerald, fue nominado para el Premio Óscar al Mejor Guion Adaptado y el Premio Globo de Oro al Mejor Guion. Swicord también escribió el guion de la película Memoirs of a Geisha, basada en la novela homónima de Arthur Golden, por la que ganó un Premio Satélite en 2005. Otros de sus guiones famosos incluyen Mujercitas, Practical Magic, Matilda, The Perez Family y Shag.

## Filmografía
- 1980: Cuba Crossing – guion e historia
- 1987: The Disney Sunday Movie – escritora, 1 episodio
- 1989: Shag – guionista con Lanier Laney y Terry Sweeney
- 1993: The Red Coat – escritora y directora
- 1994: Little Women – guion y coproducción
- 1995: The Perez Family – guion y producción ejecutiva
- 1996: Matilda – guion y coproducción
- 1998: Practical Magic – guion y coproducción
- 2005: Memoirs of a Geisha – guion
- 2007: The Jane Austen Book Club – guionista y directora
- 2009: The Curious Case of Benjamin Button – historia
- 2016: The Promise – guionista con Terry George
- 2016: Wakefield – guionista y directora